# Zitronenwaldsänger
Der Zitronenwaldsänger (Protonotaria citrea) ist ein auffälliger, leuchtend gelb-oranger Vogel in der Familie der Waldsänger (Parulidae) und die einzige Art in der Gattung Protonotaria. 

## Merkmale
Das Federkleid ist oberseits olivgrün mit blaugrauen Flügeln und Schwanzfedern. An den äußeren Federn befinden sich weiße Flecke. Die Unterseite ist gelb. Bei den Männchen ist der Kopf gelborange; bei den Weibchen und Jungvögeln gelb. Insgesamt ist das Gefieder bei den Weibchen und bei den Jungvögeln stumpfer. Sie besitzen im Verhältnis zum Körper einen schwarzen langen, spitzen Schnabel, schwarze bis dunkelgraue Beine und schwarze Augen. Ihre Körperlänge beträgt um die 14 Zentimeter.

## Fortpflanzung
Zitronenwaldsänger brüten neben dem Rotbürzel-Waldsänger (Leiothlypis luciae) als einzige Arten der Waldsänger in Baumhöhlen, etwa verlassenen Spechtlöchern. Neben Baumhöhlen werden auch Nistkästen bezogen. Die Fortpflanzungszeit fängt Mitte April an und kann sich bis Juli ausdehnen. Das Männchen kommt vor dem Weibchen in den Brutgebieten an. Es polstert mehrere Nistmöglichkeiten in seinem Revier mit Moos aus, die das Weibchen begutachtet. Wenn sich das Weibchen für ein Nest entschieden hat und somit für den Eigentümer, baut es die Nisthöhle weiter aus. Das Gelege besteht aus vier bis sechs Eiern, die in einem Zeitraum von 12 bis 14 Tagen ausgebrütet werden. An der Aufzucht der Jungvögel beteiligen sich beide Elterntiere.

## Ernährung
Zitronenwaldsänger ernähren sich von Insekten, die sie im morschen Holz oder in der dichten Vegetation aufstöbern, Schnecken und Krebstieren. Im Winter erweitern sie ihren Speiseplan um Nektar und Früchte.

## Lebensraum und Bedrohung
Die Lebensräume der Zitronenwaldsänger befinden sich in bewaldeten Sümpfen, vorwiegend überschwemmten Hartholzwäldern und Zypressensümpfen, und in Gebieten entlang von großen Seen oder Flüssen unter anderem im Süden von Minnesota und Ontario sowie Zentraltexas und Florida. Zum Überwintern ziehen sie als Landstreckenwanderer unter anderem in den Süden von Mexiko in Mittelamerika und in den Norden von Südamerika und bewohnen oft Mangrovenwälder oder Gebiete entlang der atlantischen Küste. Durch Lebensraumvernichtung wie Trockenlegung von Nassgebieten oder Zerstörung der Mangrovenwälder sind die Bestände der Zitronenwaldsänger gefährdet. Eine geringe Rolle bei der Gefährdung spielt der Braunkopf-Kuhstärling (Molothrus ater), der als Brutschmarotzer gelegentlich seine Eier in die Nester der Zitronenwaldsänger legt. 